# Еріх Вольфганг Корнгольд
Еріх Вольфганг Корнгольд (нім. Erich Wolfgang Korngold; 29 травня 1897, Брно, Чехія — 29 листопада 1957) — австрійський композитор та піаніст, автор музики до кінофільмів.

## Біографія

### Дитинство
Еріх Вольфганг Корнгольд був другою дитиною в родині Юліус Корнгольд та Жозефіни Вітровськи. Мати мала чудовий голос, художній талант і акторський досвід. Батько мав юридичну освіту, але був більш відомий як музичний критик у Відні, куди сім'я переїхала у 1891 році. Саме батько сприяв становленню сина як музиканта.
Еріх у три роки відбивав ритм столовою ложкою, з п'яти років він підбирав мелодії із «Дон Жуана» на фортепіано та грав із батьком дуети. У шість років став записувати короткі пісеньки у маленькому записнику. У цьому ж віці віддали на навчання до Е. Ламма, який відзначив абсолютний слух учня та здатність до імпровізації.
Коли йому було дев'ять років, батько звернувся до композитора Густава Малера, який прослухав його кантату «Золото». Композитор високо оцінив талант Еріха і порекомендував йому навчатися в Олександра Цемлинського, причому не у консерваторії. Цемлинський зумів розкрити і розвинути композиторський талант свого учня в повній мірі.
До одинадцяти років у Е. Корнгольда вже сформувався власний стиль виконання, який став його візитною карткою впродовж усього життя. У цей же час він починає проводити концертні тури по містах Європи. Публіка була вражена його талантом у такому юному віці.

### Здобуття успіху
У грудні 1909 року Ю. Корнгольд надрукував Фортепіанну сонату № 1, Цикл «Дон Кіхот: 6 шість характерних п'єс» та балет-пантоміму «Сніговик». Він зробив це для того, щоб зафіксувати ранній талант сина. 4 жовтня 1910 року «Сніговик» був поставлений у Віденській придворній опері з нагоди іменин імператора Франца Йосифа. У листопаді цього ж року у Мюнхені відбулася світова прем'єра його фортепіанного тріо у D-dur, ор. 1. У чотирнадцять років він створив перший оркестровий твір — Увертюру до п'єси.
Чергове виконання фортепіанного тріо D-dur на концерті у березні 1911 року було визначальним для композитора. На концерті він був представлений директору концертного агентства у Німеччині Луізі Вольф, яка мала значний вплив у музичному та артистичному колі. Еріх Корнгольд став черговою зіркою її салону, в якому збиралися любителі мистецтва з усієї Європи. Одночасно з концертами у цьому салоні, він гастролює по містам Європи, здобуваючи нових прихильників своєї творчості.
Наступним етапом композиторської діяльності стала робота над операми. Весною 1914 року він закінчив роботу над оперою «Кільце Полікрата» і розпочав роботу над оперою «Віоланта». Постановка першої опери та оркестровка другої була перервана через початок Першої світової війни. Е. Корнгольда у цей час написав вокальний цикл, під назвою «Шість легких пісень», ор. 9. З 1916 року став диригувати у Віденській придворній опері. Під час війни давав благодійні концерти, збирав кошти на допомогу вдовам, сиротам, інвалідам. Написав багато пісень і маршів, присвячених солдатам. У 1918 році його призначили музичним директором піхотного полку.

### Робота над операми і оперетами
З 1916 по 1920 рік Корнгольд працював над найуспішнішим своїм твором — оперою «Мертве місто» («Завмерле місто»). Закінчена опера викликала значний резонанс у газетах. Диригенти головних австрійських театрів прагнули отримати права на першу виставу. Прем'єра опери відбулася 4 грудня 1920 року у Кельні та Гамбурзі. Крім цього вона готувалася до постановки і у Відні.
У 1920-ті Еріха Корнгольда запрошують у різні міста Німеччини для диригування своїх творів. 25 жовтня 1923 року відбулася прем'єра оперети «Ніч у Венеції» Й. Штрауса в обробці Корнгольда. Успіх опери сприяв тому, що він з 1926 по 1933 рік став адаптував оперети та диригував їх.
У 1923 році Корнгольд став працювати над тим, що він вважав головною своєю роботою, — четвертою оперою «Диво Еліани». Постановка цієї опери в 1927 році у Відні, Гамбурзі, Берліні, Мюнхені, Нюрнберзі, Чемніці, Любеці та Бреслау принесла новий успіх тридцятирічному композитору.
У липні 1927 року Корнгольду було присвоєно звання Почесного професора Національної Академії. А до того, 30 квітня 1925 року він отримав Мистецьку нагороду міста Відня за свої досягнення як піаніст, диригент та композитор.
На початку 1930-их розпочинає пошук матеріалів для написання п'ятої, наступної опери. Після приходу у лютому 1933 до влади у Німеччині Гітлера, для Корнгольда стає зрозумілим, що працювати у Німеччині він не зможе. Він зосереджується над написанням опери.

### Голлівуд
У 1934 році за запрошення студії «Ворнер бразерс» приїжджає до Голлівуду для роботи над обробкою музики Ф. Мендельсона до постановки фільму «Сон літньої ночі» за Вільям Шекспіром. Сім'ї Корнгольдів надали приватний будиночок, щоб був недалеко від апаратної кімнати, в якій композитор міг працювати в різні години доби. Е. Корнгольд був диригентом оркестру кіностудії, брав активну участь у дублюванні фільму та в постановці сцен. Після фільму «Сон літньої ночі» Корнгольд створив першу повноцінну партитуру для фільму «Пісня про кохання» (студія «Парамаунт пікчерз»).
Корнгольд став отримувати замовлення від різних кіностудій на написання музики до кінофільмів. Він розривався між Європою, де готував до постановки оперу «Катріна» та роботою у Голлівуді. Робота у 1938 році над фільмом «Робін Гуд» (за нього він отримав премію «Оскар» за музику) фактично врятувала йому життя, у березні 1938 року відбувся аншлюс Австрії Німеччиною. У його будинку оселилися солдати, всі заощадження були конфісковані. Завдяки видавцю композитора вдалося врятувати величезний нотний архів із рукописами всіх творів.
Еріх Кронгольд утримував своїх батьків та батьків дружини, які встигли переїхати в США до аншлюсу. З студією «Ворнер бразерс» він підписав контракт по якому мав створювати лише дві партитури на рік і міг використовувати ці музичні твори в своїх подальших творах. На основі музику до кінофільмів Еріх Корнгольд написав окремі концерти. Працював над шостою оперою. У 1943 отримав громадянство США.

### Повернення до Австрії
У травні 1949 року разом із дружиною та молодшим сином виїхав до Австрії. У його будинку в Гмундені квартирували солдати і йому довелося розпочати судовий для повернення свого будинку.
Кренгольд активно включився в культурне життя Відня. Робити це було важко, адже місто було в руїнах, консерваторія була знищена повністю. У цих умовах він почав планувати концерти і прем'єри своїх нових творів. Реалізовано було не все. Відбулася європейська прем'єра Струнного квартету № 3 на австрійському радіо та трансляція опери «Віоланта», прем'єра симфонічної серенади. Не вдалося здійснити постановку опери «Мертве місто», опера «Катрін» була поставлена тільки вісім раз.
Композитор не зміг знайти себе в умовах, коли зберігалися націонал-соціалістичні стереотипи стосовно расових питань, неможливості реалізації творчих задумів. Тому він був вимушений повернутися назад до США.

### Останні роки життя
Після повернення він у вересні 1952 року завершив Симфонію Фа#-мажор. 30 квітня 1956 року у Лос-Анджелесі була поставлена оперета «Розалінда» в його обробці.
29 листопада 1957 року Еріх Корнгольд помер.